# 急性動脈閉塞症
急性動脈閉塞症（きゅうせいどうみゃくへいそくしょう、英：acute arterial occlusive disease）とは突然、四肢の血流が減少する疾患である。肢切断や死亡例もある重篤な疾患である。

## 分類
閉塞機序から血栓症と塞栓症に分かれる。塞栓症の塞栓源の90％前後が心原性であり、最も多いのは心房細動である。血栓症では閉塞性動脈硬化症やバージャー病を始めとした血管炎にて起こる。

## 症状
5Pとして疼痛、脈拍消失、蒼白、知覚鈍麻、運動麻痺などが知られている。

## 重症度
重症度は動脈閉塞の部位、二次血栓の形成、進展の程度による。知覚神経障害のみならば迅速な対応で救肢可能であるが、運動障害、皮膚に斑紋状のチアノーゼ、水泡形成が認められると救肢困難となる。急性下肢虚血の分類としてはSIS/ISVS分類が知られている。

## 治療
抗凝固療法
二次血栓予防のためヘパリンを投与する。
IVR
経カテーテル的直接血栓溶解療法（CDT）は外科的血行再建術とほぼ同様の成績とされている。その他、経皮的機械的血栓除去術（PMT）や経皮的吸引血栓除去術（PAT）などが行われることがある。
外科的血行再建術
Fogartyカテーテルによる観血的血栓除去術が行われることがある。

## MNMS
虚血再灌流障害または筋腎代謝症候群（MNMS：myonephropathic metabolic syndrome）が起こる場合がある。血行再建のゴールデンタイムを過ぎた場合や閉塞部位が中枢であるほど起こりやすい。発症すれば死亡率は80％とも言われる。クラッシュ症候群と同様の発症機序であるがミオグロビンによる腎尿細管障害、代謝性アシドーシス、活性酸素、サイトカインやアポトーシスの関与で腎不全や呼吸不全など重篤な多臓器障害を起こす。CKの上昇、高カリウム血症なども認められる。MNMSが起こった場合はCHDFを行うことがある。